# Fanny Hill (pel·lícula de 1964)
Fanny Hill és una pel·lícula de comèdia d'època nord-americana i alemanya occidental de 1964 dirigida per Russ Meyer i protagonitzada per Letícia Román, Miriam Hopkins  i Ulli Lommel. Filmada als Spandau Studios de Berlín, la pel·lícula és una adaptació de la novel·la homònima de 1748 de John Cleland.

## Trama
La pel·lícula està ambientada al Londres del segle xviii, on la virtuosa Fanny Hill ha perdut els seus pares i ara vol construir una vida en els temps turbulents. Arriba al "pecaminós" Londres i té la sort de trobar feina com a mainadera amb l'exuberant senyora Brown. La feina de la Fanny és ser "amable" amb els senyors del prostíbul que volen passar el temps en companyia "seductora".
Ara tots els homes volen introduir la Fanny, que encara té l'aspecte innocent de la joventut, als goigs de l'amor. No obstant això, la noia es fa amiga de Madame Brown, que la protegeix, de manera que Fanny Hill surt de casa igual de verge com hi va entrar.

## Repartiment
- Letícia Román com Fanny Hill
- Miriam Hopkins com Mrs. Brown
- Ulli Lommel com Charles
- Chris Howland com Mr. Norbert
- Helmut Weiss com Mr. Dinklespieler
- Karin Evans com Martha
- Alexander D'Arcy com Almirall
- Christiane Schmidtmer com Fiona

## Producció
Russ Meyer va ser contractat per fer la pel·lícula per Albert Zugsmith, la primera vegada que havia dirigit per a un productor que no era ell mateix. Segons Roger Ebert, Meyer "va trobar difícil de treballar amb Zugsmith, els patrocinadors alemanys de la pel·lícula poc fiables i les condicions de rodatge gairebé impossibles".
"L'únic que em va fer passar", va dir Meyer, "va ser treballar amb Miriam Hopkins, que era la nostra estrella. Els dos vam treure aquesta pel·lícula d'alguna manera. Una vegada li vaig dir que era notable com sabia molt sobre fer una pel·lícula, i em va recordar que, després de tot, una vegada s'havia casat amb Fritz Lang."
Mentre estava a Europa, Meyer va fer Europe in the Raw immediatament després.